# Amorphophallus serrulatus
Amorphophallus serrulatus är en kallaväxtart som beskrevs av Wilbert Leonard Anna Hetterscheid och A.Galloway. Amorphophallus serrulatus ingår i släktet Amorphophallus och familjen kallaväxter. Inga underarter finns listade.